# Jap

Manchete com o texto "Japs Quit" (Japoneses desistem) anunciando a rendição do Japão na Segunda Guerra Mundial

Jap é uma abreviatura em inglês da palavra "japanese" (japonês). Hoje, é geralmente considerado um insulto étnico entre as populações minoritárias japonesas em outros países, embora os países de língua inglesa difiram no grau em que consideram o termo ofensivo. Nos Estados Unidos, os nipo-estadunidenses passaram a considerar o termo muito controverso ou extremamente ofensivo, mesmo quando usado como uma abreviatura, após os eventos de internamento de nipo-estadunidenses em campos de concentração.
No passado, Jap não era considerado essencialmente ofensivo; entretanto, durante e após os eventos da Segunda Guerra Mundial, o termo se tornou depreciativo. Os veteranos nisseis que serviram na Segunda Guerra Mundial eram evitados com placas em residências e comércios que diziam "No Japs Allowed" (Não são permitidos japoneses) e "No Japs Wanted" (Não queremos japoneses), serviços eram negados em lojas e restaurantes e suas casas e propriedades eram vandalizadas.

## História e etimologia

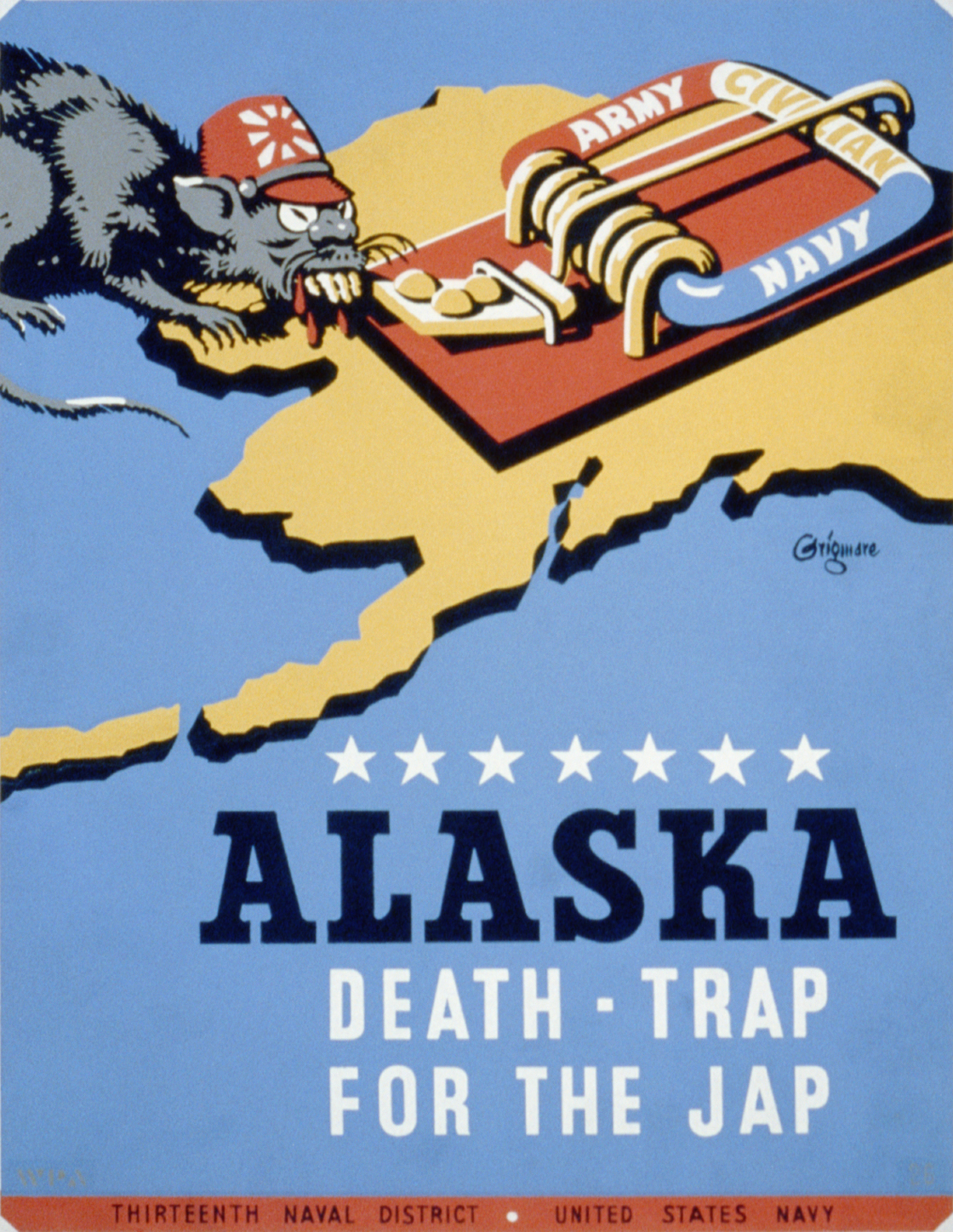
Cartaz de propaganda estadunidense da Segunda Guerra Mundial usando um slogan rimado com a palavra Jap em seu texto (1941–43). Traduz-se: "Alasca: armadilha mortal para os japoneses"

De acordo com o Oxford English Dictionary, "Jap" como abreviatura de "Japanese" estava em uso coloquial em Londres por volta de 1880. Um exemplo de uso benigno foi a denominação anterior da Estrada Boondocks no Condado de Jefferson, Texas, originalmente chamada de "Estrada Jap" quando foi construída em 1905 para homenagear um popular fazendeiro de arroz local do Japão.
Mais tarde popularizado durante a Segunda Guerra Mundial para descrever os descendentes de japoneses, "Jap" era então comumente usado nas manchetes dos jornais para se referir aos japoneses e ao Japão Imperial. "Jap" se tornou um termo depreciativo durante a guerra, mais do que "Nip [en]". O veterano e autor Paul Fussell explica a utilidade da palavra durante a guerra para criar propaganda eficaz, dizendo que "Japs era um monossílabo rápido e útil para slogans como "Rap the Jap" (Ataque o Japonês) ou "Let's Blast the Jap Clean Off the Map" (Vamos Explodir o Japão, Limpar o Mapa). Alguns membros do Corpo de Fuzileiros Navais dos Estados Unidos tentaram combinar a palavra "japaneses" com "apes" (macacos) para criar uma nova descrição, "japes", para os japoneses; esse neologismo nunca se tornou popular.
Nos Estados Unidos, o termo é agora considerado depreciativo; o Merriam-Webster Online Dictionary observa que ele é "depreciativo". Uma empresa de lanches em Chicago chamada Japps Foods (sobrenome do fundador da empresa) mudou seu nome e marca de batata frita de mesmo nome para Jays Foods logo após o Ataque a Pearl Harbor para evitar qualquer associação negativa com o nome.
Spiro Agnew foi criticado na mídia em 1968 por um comentário improvisado que se referia ao repórter Gene Oishi como um "fat jap" (japonês gordo). No Texas, sob pressão de grupos de direitos civis, os comissários do condado de Jefferson em 2004 decidiram retirar o nome "Jap Road" de uma estrada de 6,9 km perto da cidade de Beaumont. Também no condado vizinho de Orange, "Jap Lane" também foi alvo de grupos de direitos civis. Em novembro de 2018, no Kansas, placas de identificação geradas automaticamente que incluíam três dígitos e "JAP" foram retiradas depois que um homem de ascendência japonesa viu uma placa com esse padrão e reclamou para o estado.

## Reações no Japão
Em 2003, o vice-embaixador do Japão nas Nações Unidas, Yoshiyuki Motomura, protestou contra o uso do termo pelo embaixador norte-coreano em retaliação ao uso do termo "Coreia do Norte" por um diplomata japonês em vez do nome oficial "República Popular Democrática da Coreia".
Em 2011, após o uso improvisado do termo em um artigo de 26 de março publicado no The Spectator ("cara jap de jaleco branco"), o Ministro da Embaixada do Japão em Londres protestou que "a maioria dos japoneses acha a palavra 'japs' ofensiva, independentemente das circunstâncias em que é usada".

## No mundo
Existe uma feira anual de automóveis japoneses na Irlanda chamada Jap-Fest. Em 1970, o estilista japonês Kenzo Takada abriu a butique "Jungle Jap" em Paris.
Em Singapura e Hong Kong, o termo é usado livremente como uma contração do adjetivo "japonês" e não como um termo depreciativo. O serviço de notícias australiano Asia Pulse também usou o termo em 2008.
A palavra Jap também é usada em holandês, onde igualmente é considerada uma calúnia étnica. Ela frequentemente aparece no composto Jappenkampen 'acampamentos japoneses', referindo-se aos campos de concentração japoneses para cidadãos holandeses nas Índias Holandesas ocupadas pelos japoneses. [carece de fontes?]